# San Luis (Arizona)
San Luis ist ein Census-designated place im Yuma County im US-Bundesstaat Arizona. Das U.S. Census Bureau hat bei der Volkszählung 2020 eine Einwohnerzahl von 35.257 ermittelt.
San Luis hat eine Fläche von 68,5 km². Die Stadt liegt an der Grenze zwischen den Vereinigten Staaten und Mexiko und am U.S. Highway 95.

## Einwohnerentwicklung
| Jahr | Einwohner¹ |
| ---- | ---------- |
| 1990 | 4.212      |
| 2000 | 15.322     |
| 2010 | 25.505     |
| 2020 | 35.257     |

¹ 1990–2020: Volkszählungsergebnisse; 2005: Fortschreibung des US Census Bureau